# Changement territorial entre la France et Andorre de 2015

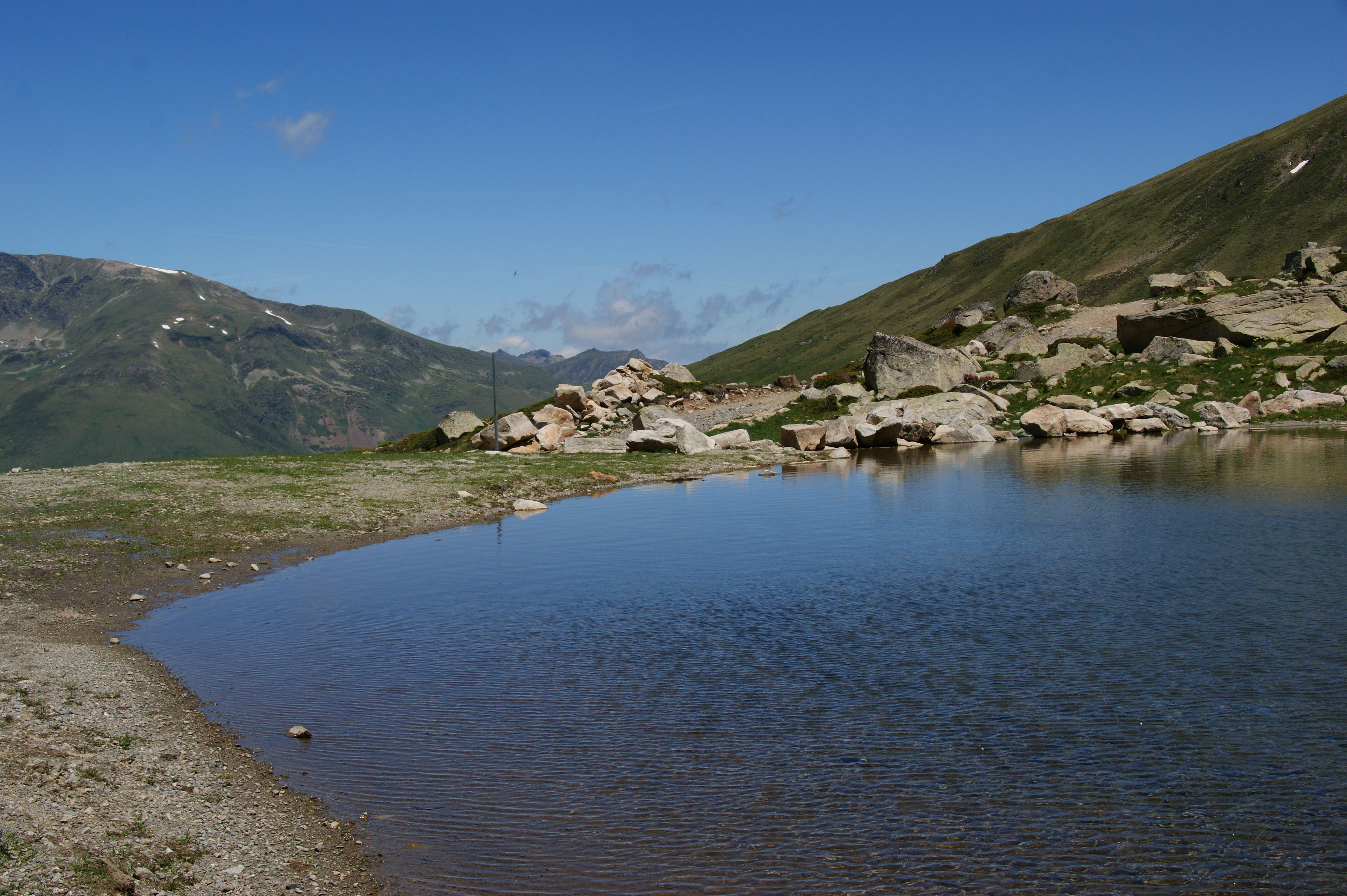
L'Estany de Font Negra et son exutoire, sujet de la discorde.

En 2015, la France donne à la principauté d'Andorre 26 hectares de son territoire, déplaçant ainsi sa frontière pour laisser les quelques hectares au petit pays.

## Origines
En 1988, un incident diplomatique est frôlé entre les deux pays. Car les habitants de l'Andorre se sont emparés de la source de l'Ariège qui est pourtant en territoire français, sur la commune de Porta. En effet, l'Andorre a toujours eu des difficultés à gérer son alimentation en eau potable.
La même année, des actions commandos sont menées par le maire de Porta. La décision est prise de fermer la vanne permettant la sortie de l'eau. Ensuite, la police andorrane franchit la frontière française en ayant pour but d'interpeller le maire de Porta. Des coups de feu sont tirés en l'air.

## Accord de 2012
Localement, à Porta, les tensions restent vives avec le pays voisin. Cependant, la France signe un traité avec Andorre le 6 mars 2012, officialisant un nouveau tracé de la frontière. Il entre en vigueur en 2015.

## Délimitation du nouveau tracé
Les 26 hectares cédés à la principauté d'Andorre permettent l'approvisionnement en eau potable du Pas de la Case, ville andorrane frontalière qui compte 3 000 habitants avec un important flux touristique d'été et d'hiver.
Dans les 26 hectares échangés se trouvent des flancs de montagnes pyrénéennes et la moitié de l'Estany de Font Negra qui approvisionne maintenant une partie du pays en eau potable.
Elle doit être matérialisée avec la pose de bornes frontières sur la nouvelle délimitation. Une commission mixte franco-andorrane est occupée pour réaliser le travail, aucune date limite n'a encore été fixée en mai 2019.
Jusqu'en 2012, la frontière franco-andorrane est essentiellement coutumière, il n'y avait quasiment pas de bornes frontalières, elles ont été placées durant le mois de juillet 2019.

### Texte officiel
- Décret n° 2015-1188 du 25 septembre 2015 portant publication de l'accord entre le Gouvernement de la République française et le Gouvernement de la Principauté d'Andorre relatif à la gestion commune de la ressource en eau dans le bassin hydrographique des sources de l'Ariège